# Carlos Bertero
Carlos Héctor Bertero (Santa Fe, Provincia de Santa Fe, Argentina, 4 de febrero de 1956) es un exfutbolista argentino. Jugaba de portero y militó en diversos clubes de Argentina, Chile y Perú.

## Clubes
| Club                           | País      | Año       |
| ------------------------------ | --------- | --------- |
| Estudiantes de La Plata        | Argentina | 1975-1983 |
| Cobreloa                       | Chile     | 1984      |
| Estudiantes de La Plata        | Argentina | 1985-1987 |
| Universitario                  | Perú      | 1988      |
| Gimnasia y Esgrima de La Plata | Argentina | 1989-1990 |